# William Blake Richmond
Sir William Blake Richmond (KCB, RA, PPRBSA; Marylebone, 29 novembre 1842 – Hammersmith, 11 febbraio 1921) fu un pittore, scultore, mosaicista e vetraio inglese, noto soprattutto per i suoi ritratti e le decorazioni musive nella cattedrale londinse di San Paolo.
Richmond fu influente nelle prime fasi del movimento delle Arts and Crafts, per la selezione cromatica e la scelta dei materiali audaci per i mosaici nella Cattedrale di San Paolo, ed anche grazie alla sua collaborazione con la "James Powell and Sons", produttori di vetro, nella creazione di nuovi colori e materiali. Questo nuovo materiale ampliò la tavolozza dei vetrai e fu favorito dagli artisti del movimento Arts and Crafts, principalmente nella creazione di vetrate colorate e opere d'arte decorative. Richmond fu professore alla Slade School of Fine Art, presso l'Università di Oxford dal 1878 al 1883, succedendo al suo amico e mentore John Ruskin.

## Biografia
Nacque da Julia Tatham (1811–1881) e George Richmond, quest'ultimo un importante ritrattista, che gli diede il nome di un suo caro amico, il celebre poeta William Blake.
Richmond venne istruito privatamente nella propria dimora famigliare, a causa di problemi di salute che ebbe da infante. Nel 1858, all'età di 14 anni, Richmond si iscrisse alla Royal Academy of Arts dove studiò disegno e pittura per tre anni. Trascorse anche del tempo a casa di John Ruskin, dove ricevette lezioni d'arte. Nel 1859, Richmond dipinse il suo primo quadro, Enid & Geraint. Vendette il dipinto per 20 sterline, così acquisì le risorse per viaggiare in Italia, girandola per sei settimane con una guida. Il tempo trascorso a vedere i dipinti degli antichi maestri ebbe un impatto significativo sulla sua arte e l'avvio della sua carriera attiva. I suoi pittori italiani preferiti furono Michelangelo, Tintoretto e Giotto.

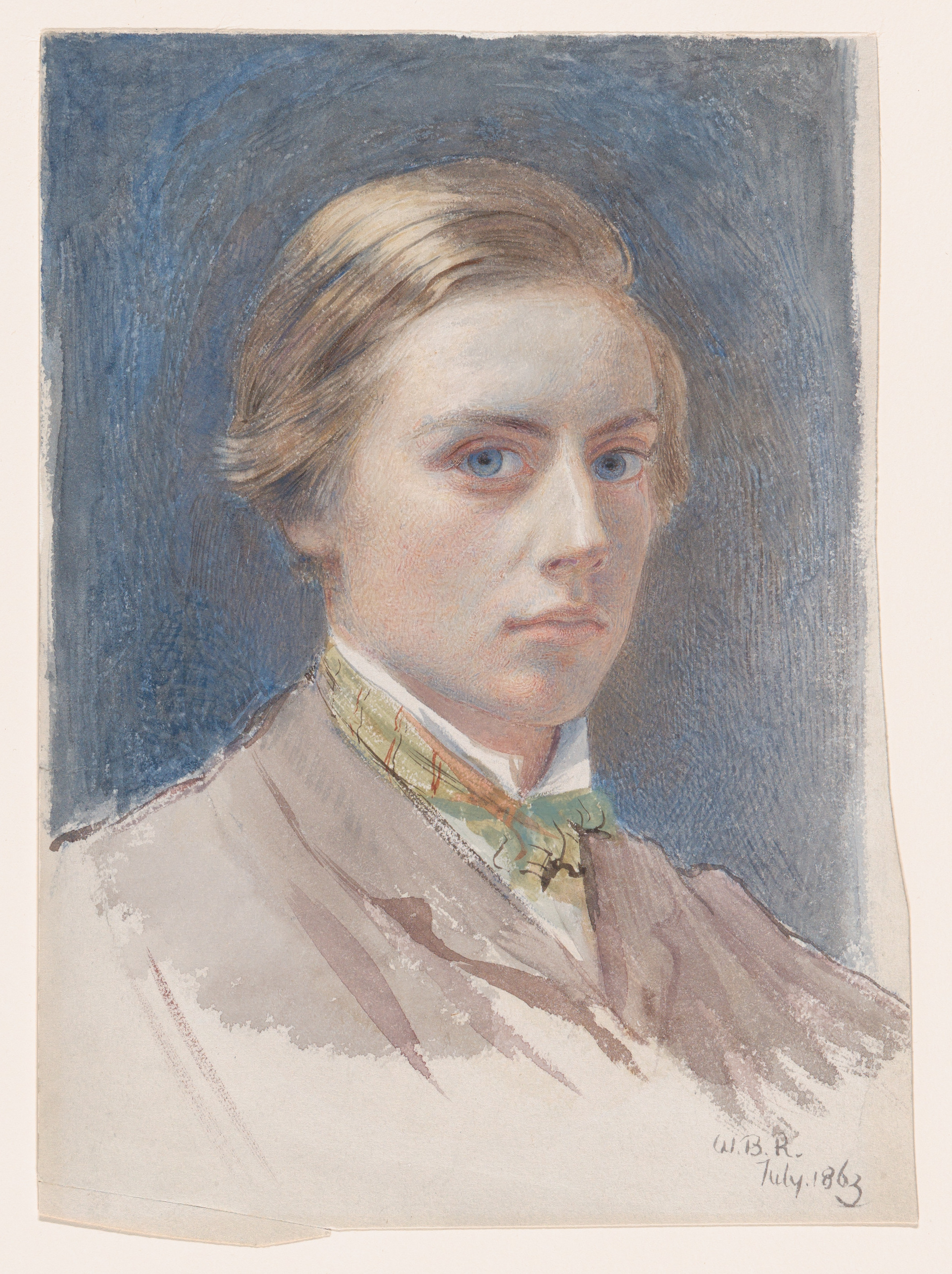
Autoritratto del 1863.

Richmond divenne un ritrattista di successo già in tenera età. Nel 1861, quando compì 19 anni, espose la sua prima opera importante alla Royal Academy. Il dipinto, un ritratto dei suoi due fratelli, fu molto apprezzato da Ruskin. Quell'anno, Richmond continuò a lavorare sui ritratti e a studiare anatomia all'Ospedale di San Bartolomeo. I ritratti ampiamente apprezzati di Richmond lo portarono a numerose commissioni, alcune delle quali lo portarono nel nord dell'Inghilterra per diversi mesi.

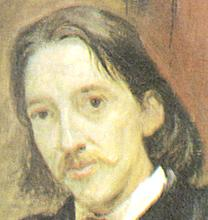
Ritratto di Robert Louis Stevenson (1886).

Richmond fu eletto alla Royal Academy nel 1861, dove continuò ad esporre le sue opere fino al 1877. Nel 1865, Richmond tornò in Italia, dove visse a Roma per quattro anni e continuando a studiar arte in loco. Mentre era in Italia, conobbe i pittori Frederic Leighton e Giovanni Costa, dei quali ammirava il lavoro. Quando Richmond tornò in Inghilterra, espose Una processione in onore di Bacco alla Royal Academy nel 1869.
Nel 1877, Richmond lasciò la Royal Academy, per esporre i suoi dipinti alla Grosvenor Gallery, dove lavorò fino al 1878. Dopodiché prese il ruolo alla Slade School di Oxford, prendendo il posto che fu di Ruskin. Durante il suo mandato, Richmond tenne dodici lezioni all'anno presso la scuola. Alcune conferenze delle sue conferenze su Michelangelo, portarono a un conflitto con Ruskin, che aveva notoriamente poca considerazione per il maestro italiano. Il disaccordo tra i due portò Richmond a dimettersi dalla sua posizione dopo cinque anni, sebbene lui e Ruskin continuarono con la loro amicizia per lunghissimo tempo.
Richmond viaggiò spesso in Italia, Grecia, Spagna ed Egitto, nel corso degli anni ottanta dell'Ottocento, e trascorreva alcuni mesi di ogni anno esplorando nuove aree, assorbendo la storia e la mitologia delle varie regioni, realizzando numerosi disegni e schizzi colorati.
Nel 1888, Richmond riprese il suo rapporto con la Royal Academy quando fu eletto membro associato (ARA), e fu poi eletto accademico reale (RA) nel 1895. Servì come professore di pittura presso l'Accademia dal 1895 al 1899 e dal 1909 al 1911, e continuò a esporre presso l'Accademia fino al 1916. Fu eletto Senior RA all'Accademia nel 1920.

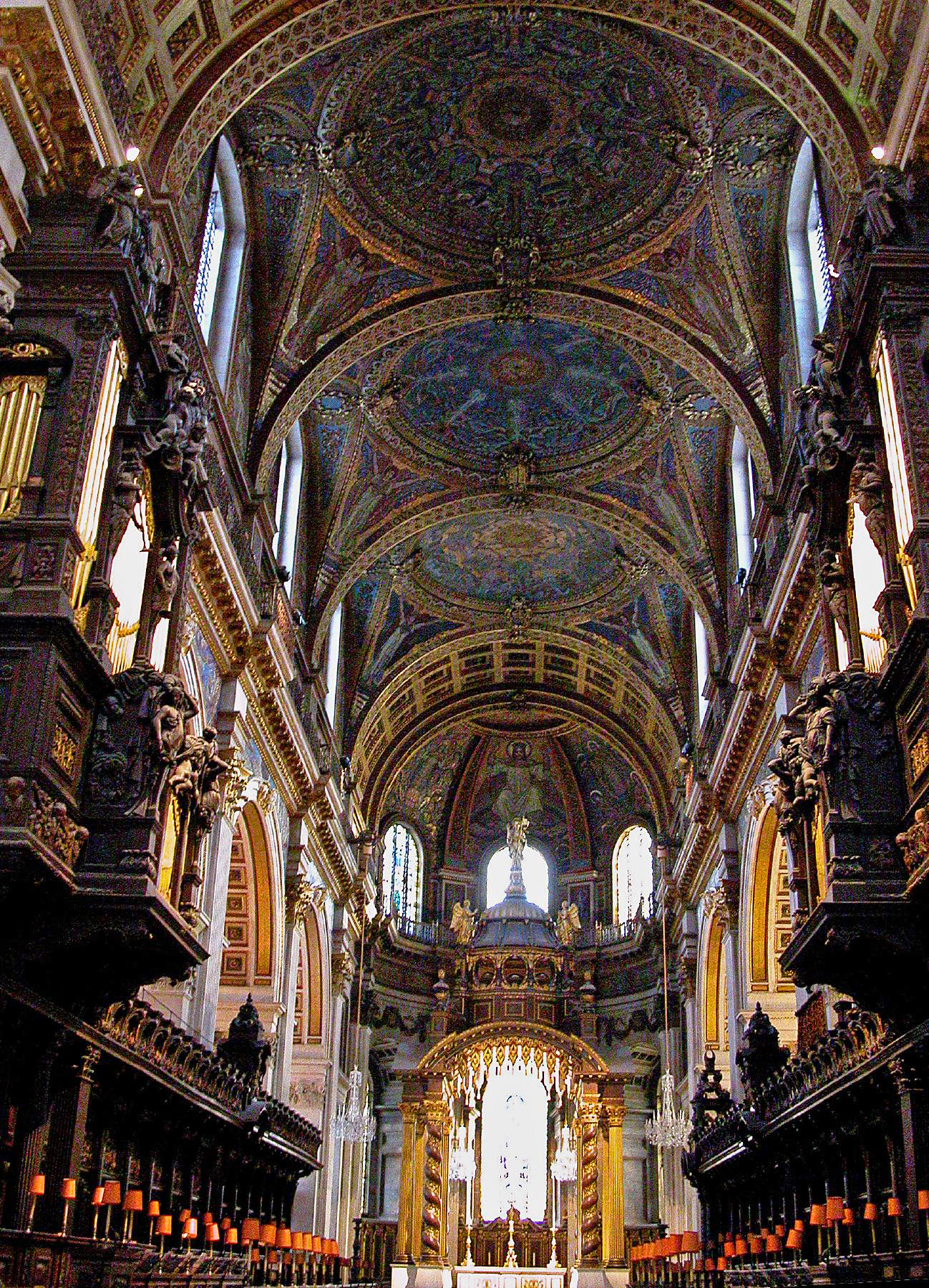
I pannelli a mosaico di Richmond all'interno della Cattedrale di San Paolo.

Il raggiungimento del successo finanziario come ritrattista portò Richmond nuove competenze. Iniziò a lavorare su grandi dipinti allegorici e sviluppò un interesse per la progettazione di mosaici in vetro policromo. Nel 1882, Richmond tenne anche una conferenza in merito alla decorazione monumentale in cui criticava le opere presenti in molte chiese britanniche. Considerava le chiese come «grotte di sepolcri imbiancati, incolori, o se colorati, solo in talune parti e in modo irregolare, con una scarsa idea generale sul design».
Nove anni dopo, nel 1891, Richmond mise in pratica la sua teoria quando iniziò a lavorare sul coro e sull'abside della Cattedrale di San Paolo. Richmond lavorò alle decorazioni interne, sia come designer che come artigiano coinvolto nell'installazione dei mosaici, dal 1891 al 1904.
Influenzato dai colori vibranti dell'arte bizantina e paleocristiana in Italia, Grecia ed Egitto, Richmond progettò mosaici avanguardisti per il cudiero e l'abside della cattedrale; furono installati oltre settanta pannelli allegorici, insieme a pennacchi e decorazioni ornamentali del soffitto. Il lavoro di Richmond fu un grande cambiamento, con le decorazioni dipinte direttamente sugli ornamenti architettonici esistenti e sulle vetrate.
«Richmond scelse di abbandonare la superficie piana dei mosaicisti come Salviati, a favore di un trattamento più vibrante, basato sull'uso di vetri frastagliati e irregolari, disposti ad angolo rispetto all'intonaco, in modo che catturassero la luce. La nuova installazione fu un completo rinnovamento, delle decorazioni dipinte direttamente sui decori architettonici e delle vetrate esistenti».
Una volta completati, il coro e l'abside recentemente ristrutturati incontrarono polemiche accese. Diverse persone criticarono i mosaici perché non erano tradizionalmente britannici e non appartenevano a una cattedrale, creando un dibattito che continuò per tutto il decennio, «riflettendo in parte un diatriba ecclesiastica  sulla decorazione delle chiese: accentuata o semplice».

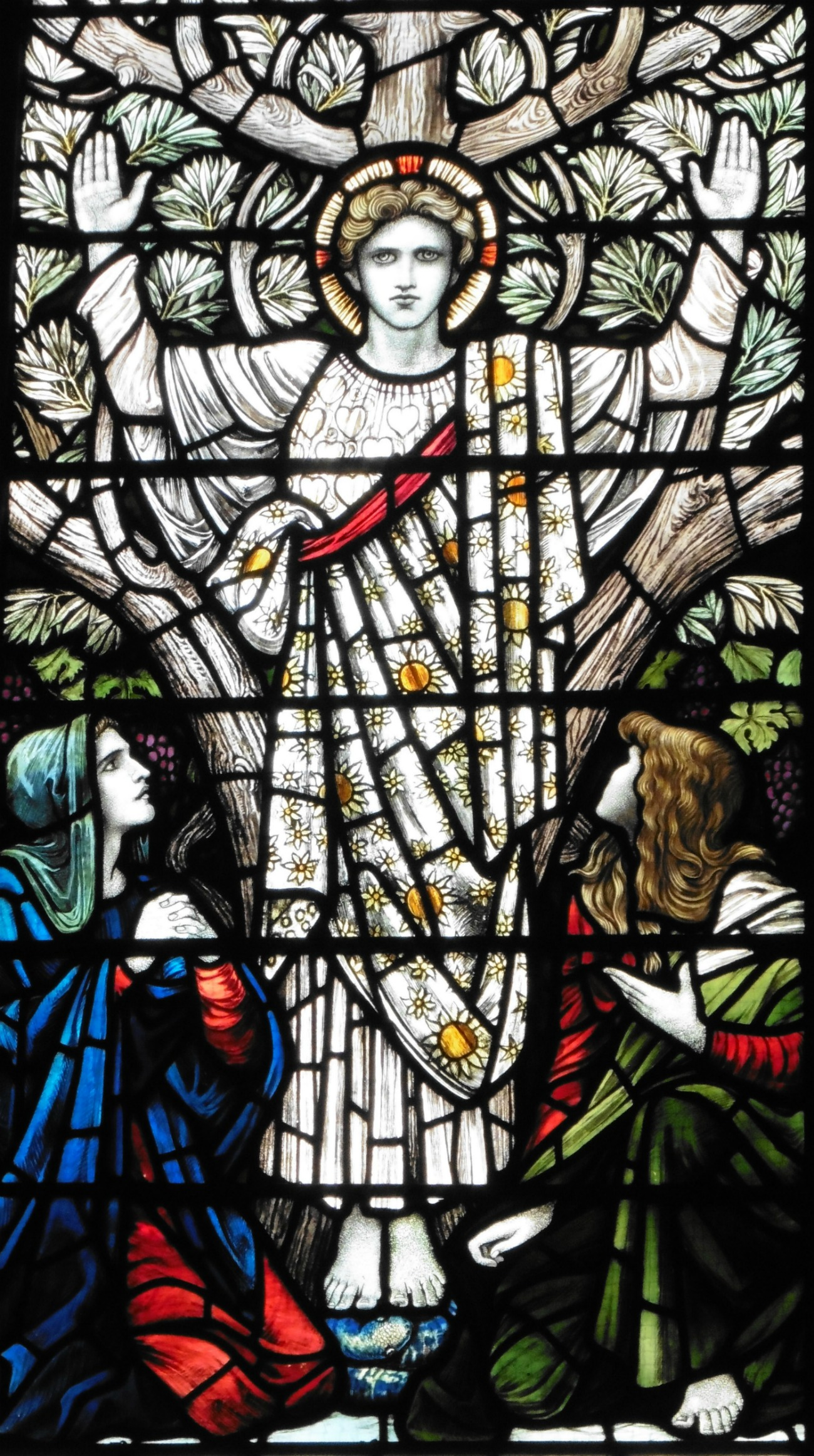
Giovinezza, nella Chiesa della Sacra Trinità, in Sloane Street, a Londra.

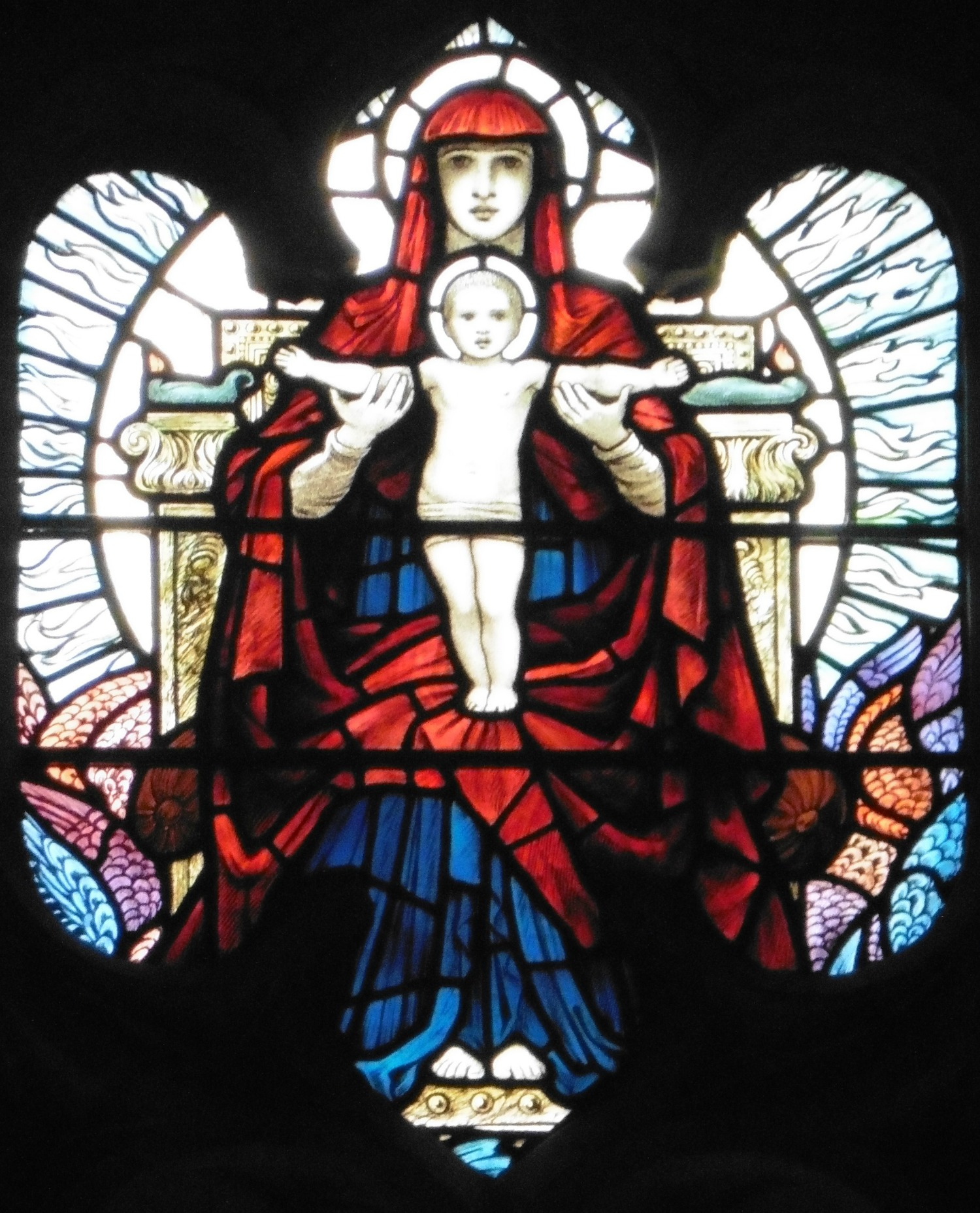
Carità, sempre alla Sacra Trinità (Sloane Square).

Richmond collaborò con Harry James Powell, della "James Powell and Sons", nello sviluppo di nuovi colori per il vetro a mosaico da installare nella Cattedrale di San Paolo. I nuovi colori e le combinazioni tra questi iniziarono ad essere offerti nella tavolozza di base dell'azienda vetraia, a partire da inizio ultimo decennio del secolo. La selezione ampliata di vetro ispirò la creatività degli artisti delle fasi iniziali dell'Arts and Crafts. Il nuovo vetro, più pesante, spesso dotato di leggere striature colorate, veniva utilizzato dagli artisti nelle vetrate e nelle opere decorative commissionate.
L'influenza dell'apparato musivo eseguito presso la cattedrale e l'invenzione di nuovi colori richiamanti comunque lo stile medievale da parte di Powell, ispirò Richmond nelle vetrate che progettò per la Chiesa di Santa Maria a Stretton (Staffordshire). La finestra est a cinque luci nel presbiterio, completata nel 1896, fu una traduzione riuscita del suo lavoro precedente in vetro colorato. Il suo lavoro influenzato dal mosaico a Stretton è esposto sulla superficie del vetro, dipinto grossolanamente per assomigliare agli effetti del mosaico. Le finestre a tre luci del presbiterio nord e sud che progettò nel 1898, erano simili nel tema alla sua precedente opera a mosaicale, con la scelta di inserire pesanti condutture nelle finestre e nel vetro che emanavano un aspetto scintillante. La materia prima utilizzata per le finestre è costituita da spesse lastre di vetro, venate da delicate venature di colore. Questo vetro potrebbe essere stato utilizzato anche per la cattedrale.
Progettò anche tre grandi finestre (1904-1910) per la cappella della Chiesa della Sacra Trinità (Lady Chapel of Holy Trinity), situata in via Sloane, nella capitale inglese.
Realizzò in seguito una serie di sculture molto acclamate, tra cui un pezzo intitolato Un atleta, esposto alla Grosvenor Gallery nel 1879, una scultura in bronzo di un corridore greco donata al suo villaggio di Hammersmith, e un monumento in stile Arts-and-Crafts di William Gladstone, presente nella Chiesa di San Deiniol, ad Hawarden (Flintshire).
Fu anche un'attivista ambientale, perché fu uno dei primi fautori che sostenne l'idea di purificare l'aria di Londra. Fondò la "Coal Smoke Abatement Society" (CSAS) nel 1898 e ne fu membro per diversi anni. Deciso di fondare l'organizzazione perché si sentiva frustrato dalla poca luce solare, coperta in inverno a causa dal fumo di carbone bruciato che sbuffava dai camini londinesi. Richmond scrisse una lettera al Times nel 1898 chiedendo un intervento, affermando che «l’oscurità era paragonabile a un’eclissi totale di sole».
Scrisse articoli su riviste e tenne conferenze pubbliche sul pericolo del fumo del carbone. CSAS è la più antica organizzazione non governativa (ONG) ambientalista del Regno Unito, ed oggi è chiamata la "Environmental Protection UK".

## Riconoscimenti
- 1888: eletto socio della Royal Academy of Art;
- 1891: eletto maestro dell'Art Workers' Guild;[15][16]
- 1895: eletto accademico reale della Royal Academy of Art;
- 1908: eletto 35simo presidente del Birmingham and Midland Institute.

## Vita privata
Sposò, in prime nozze, Charlotte Foster (1841–1865), nella sua città natale, ma ella morì un anno dopo, il 31 dicembre 1865.
Successivamente sposò Clara Jane Richards (1846-1915) a Ryde, sull'Isola di Wight nel 1867. I loro due primogeniti furono Francis, che nacque in Italia nel 1868, ed Helen, nata ad Algeri nel 1870. La famiglia rimpatriò nel 1870, trasferendosi nella dimora di Beavor Lodge, situata ad Hammersmith, dov'ebbero altri figli: Herbert, Julius, Ernest, John e Arthur, tra il 1871 e il 1879.
William Blake Richmond morì nella sua casa l'11 febbraio 1921.

## Galleria d'immagini

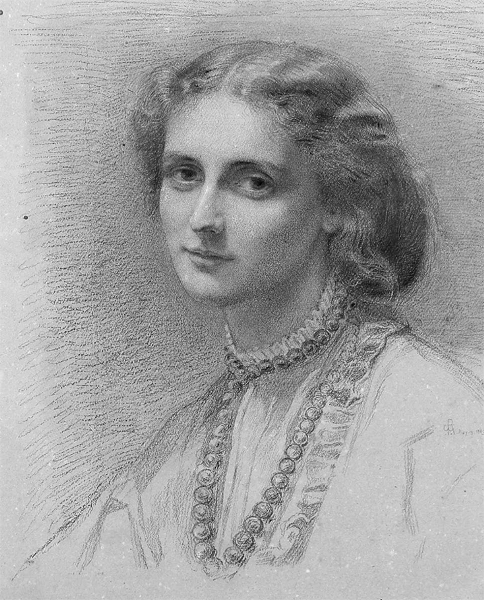
Ritratto Charlotte Foster
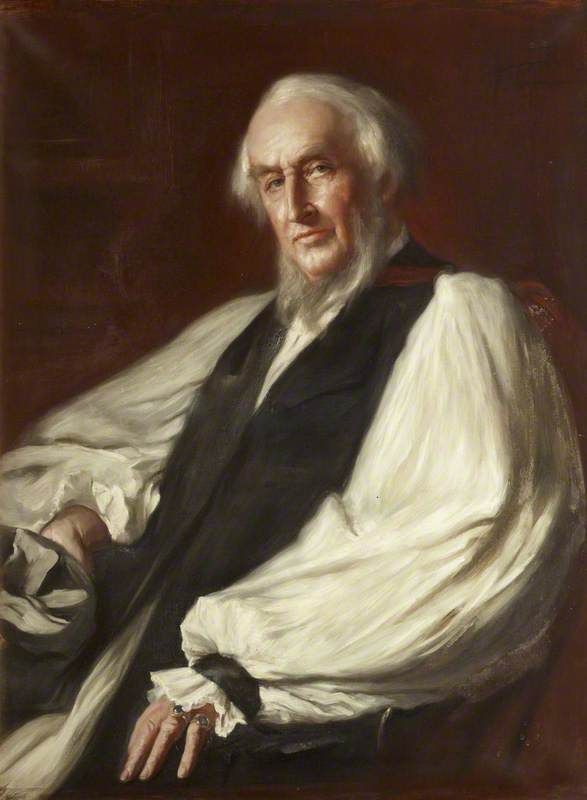
Ritratto del reverendo Lord Arthur Hervey.
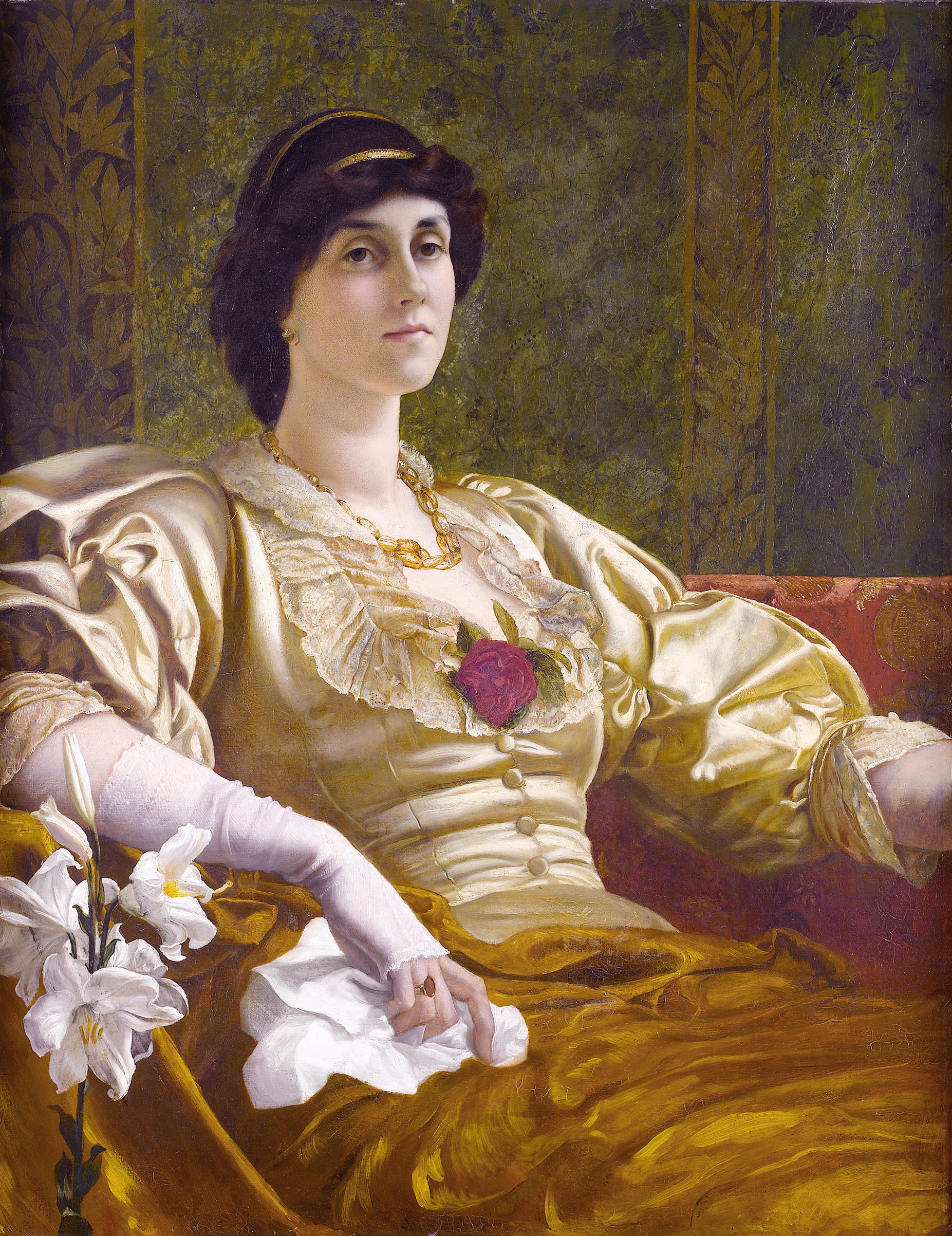
Ritratto di Ethel Bertha Harrison.
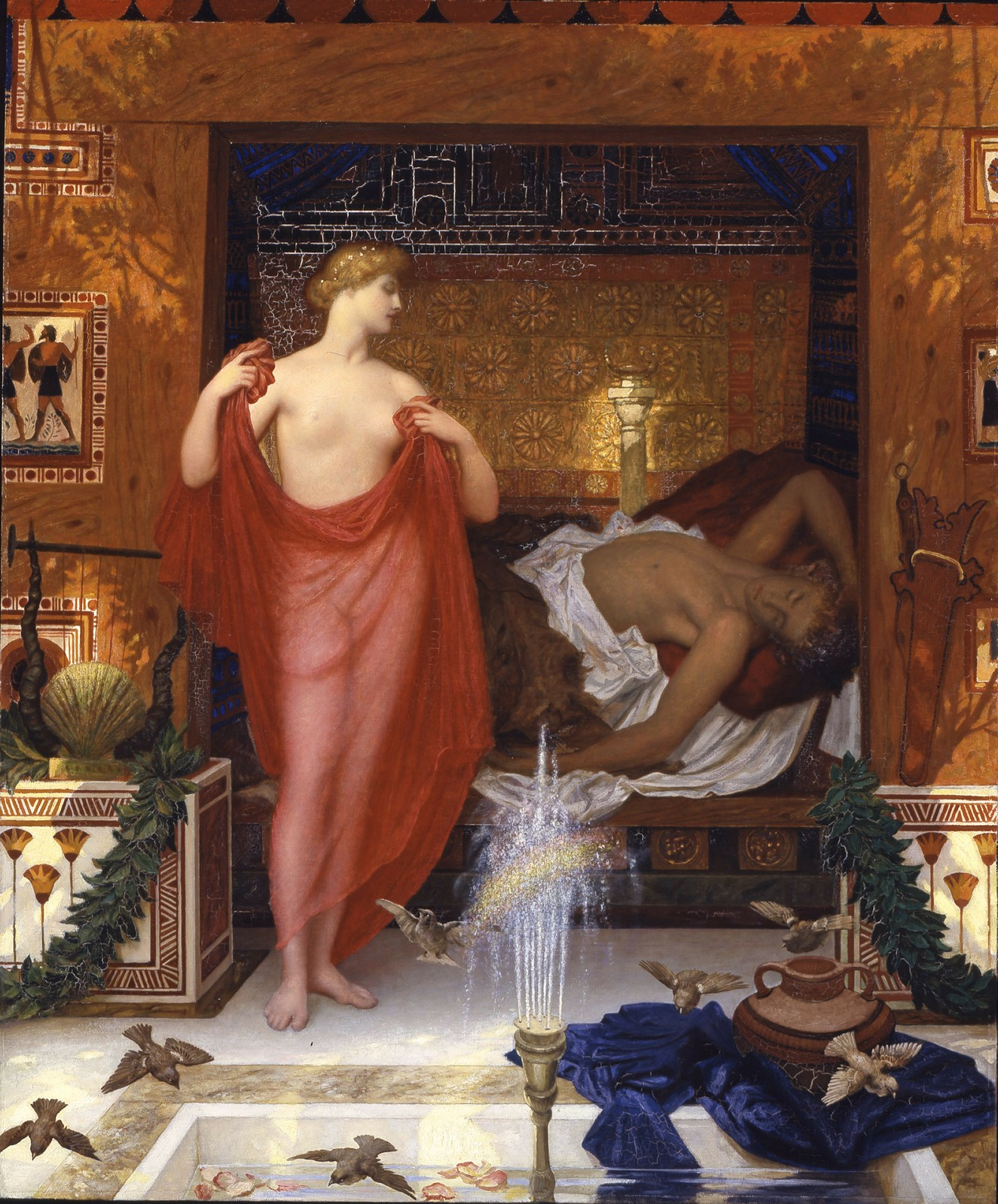
Era nella casa di Efesto (1902).
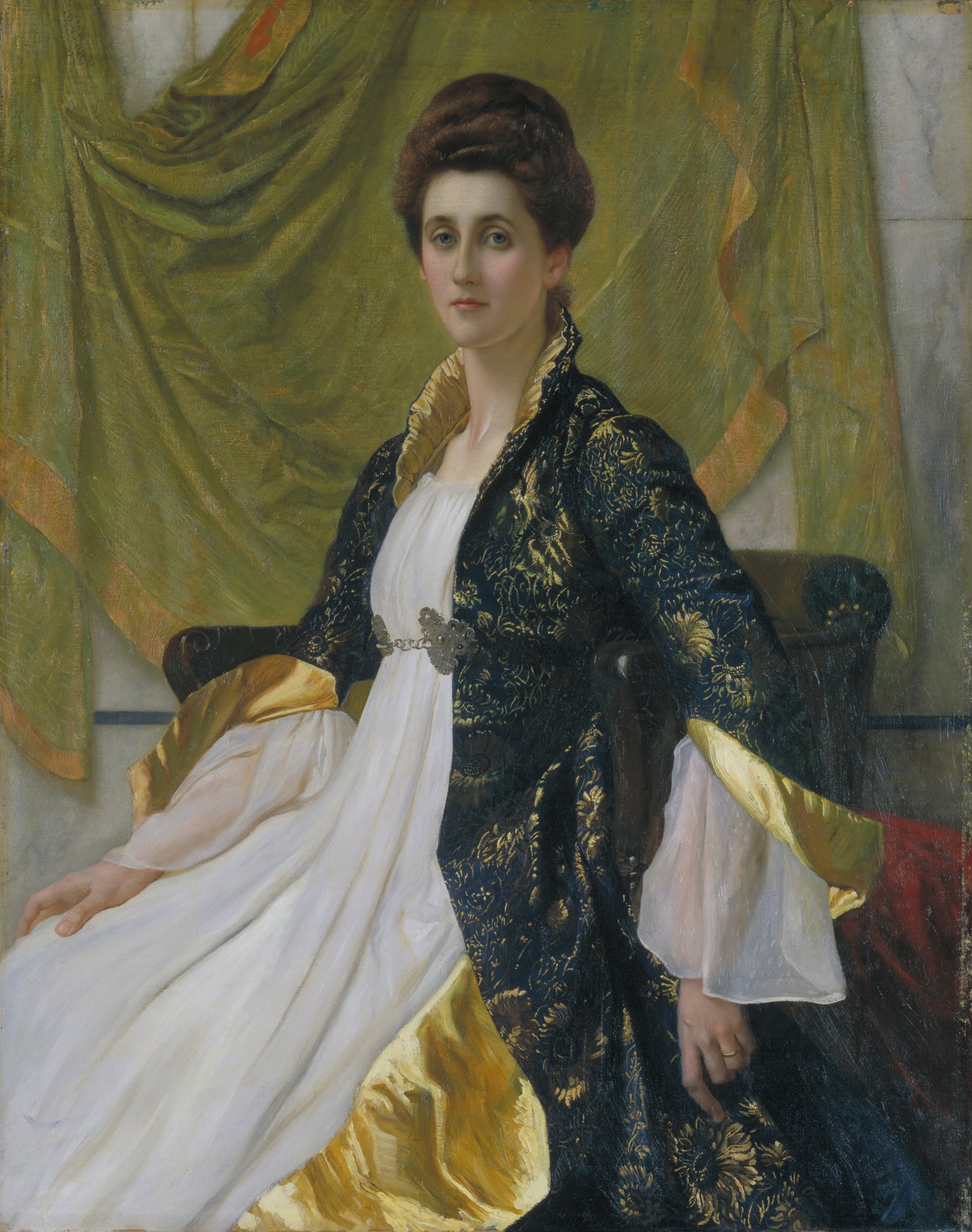
Ritratto della signora Ernest Moon.
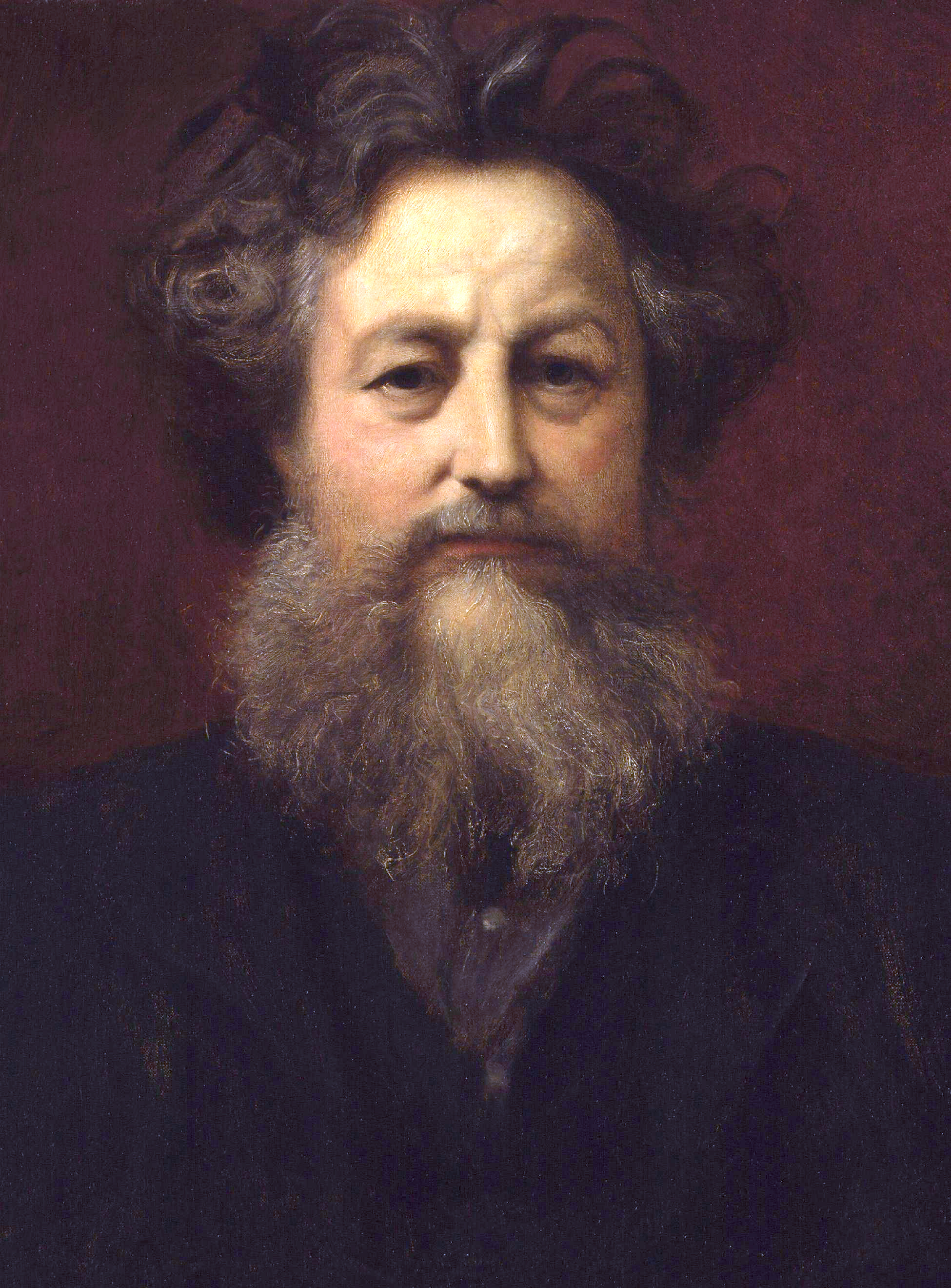
Ritratto di William Morris, fondatore dell'Arts and Crafts Movement
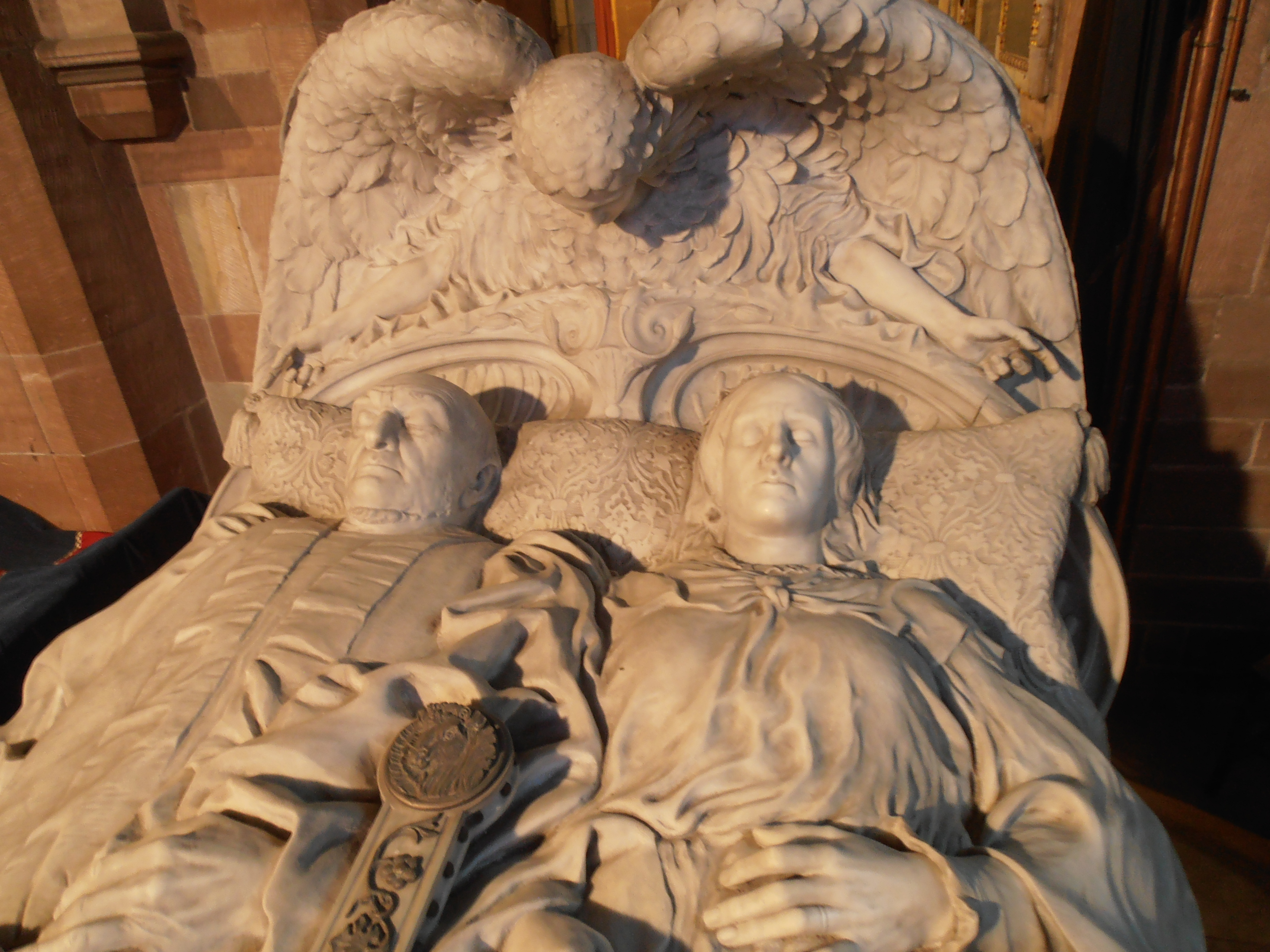
Dettaglio del Monumento a William e Catherine Gladstone, Chiesa di San Deiniol, ad Hawarden.
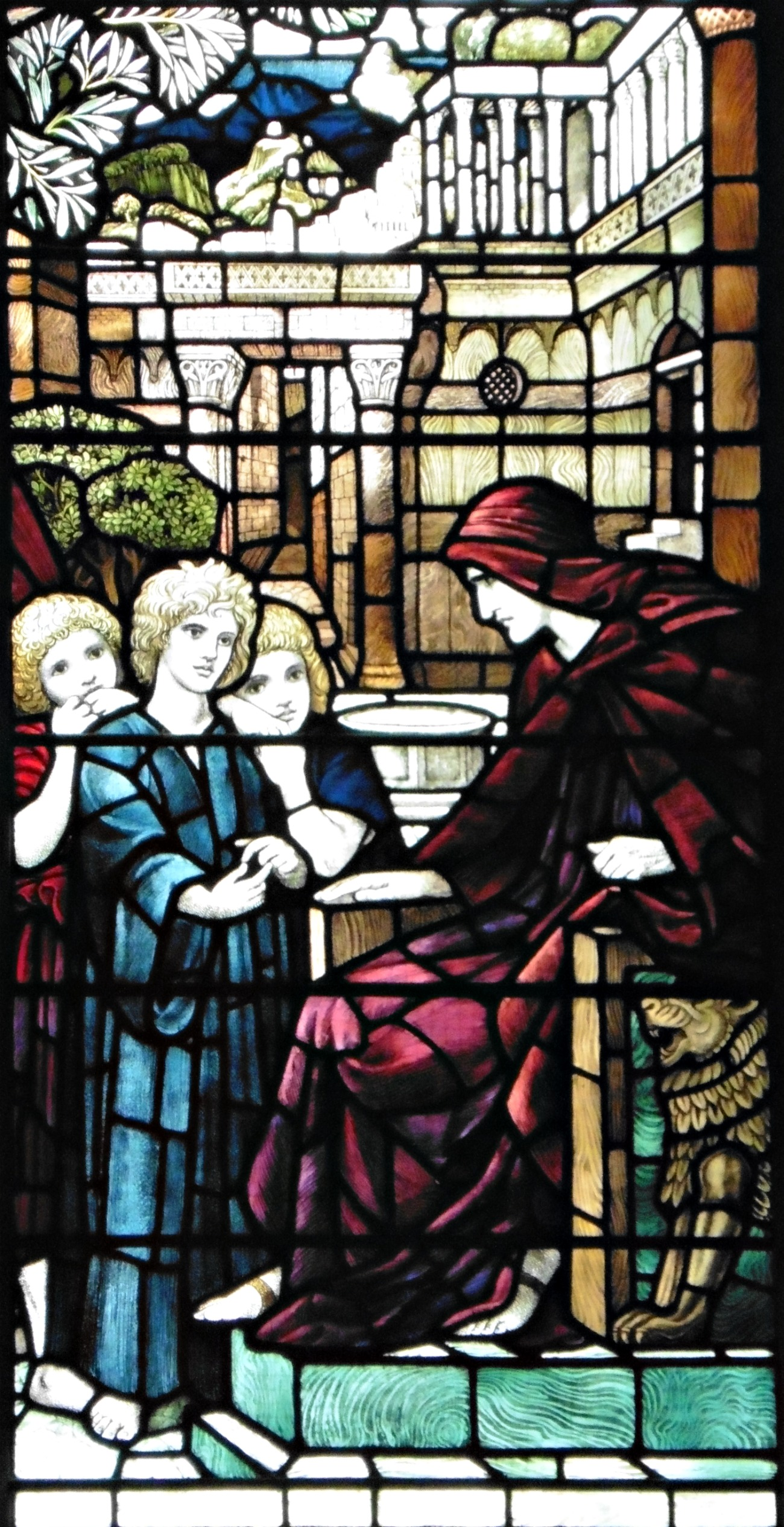
Giovinezza, vetrata allegorica, alla Chiesa della Sacra Trinità, in Sloane Street (Londra).
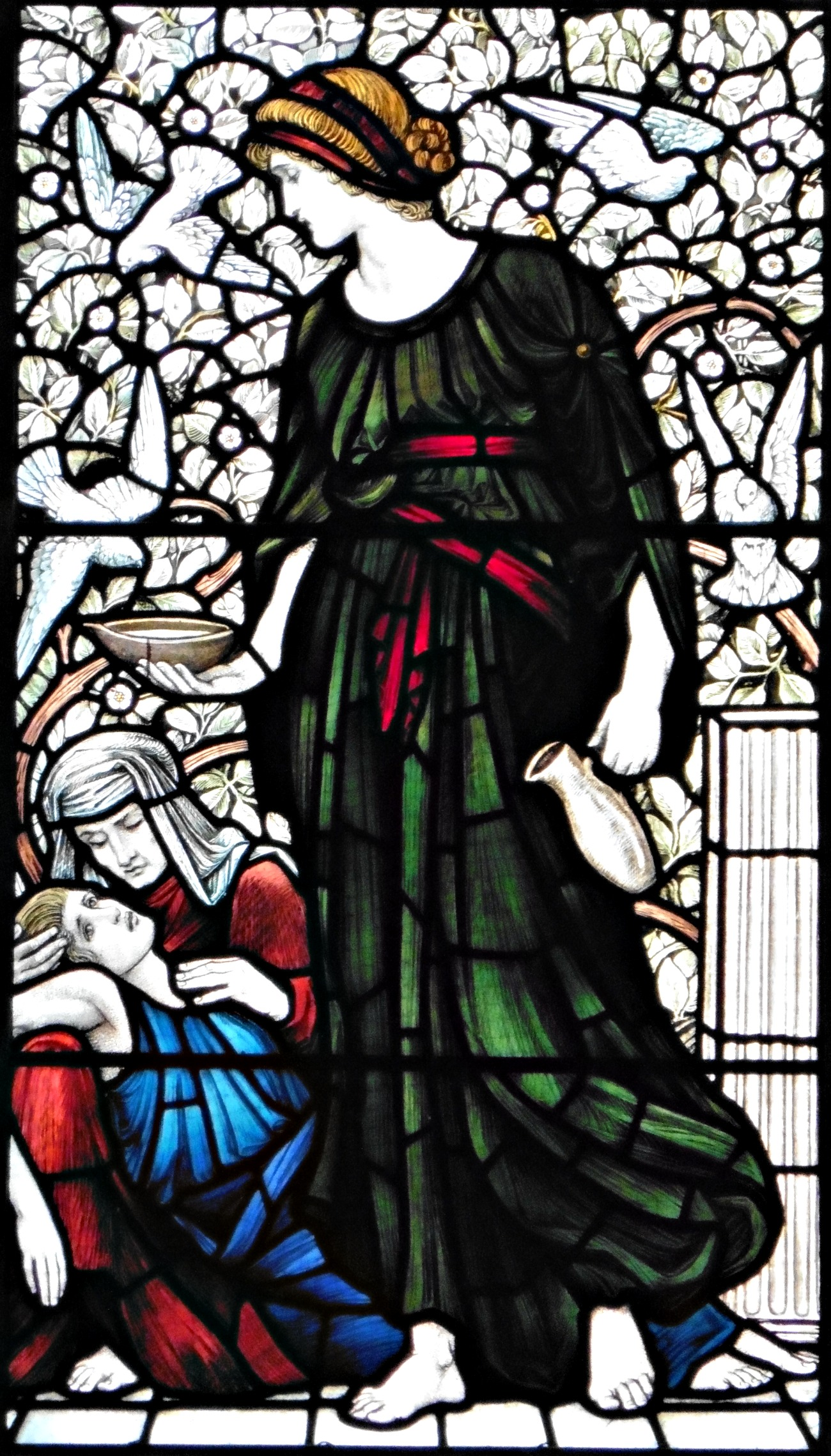
Charity, altra vetrata della Chiesa della Sacra Trinità.
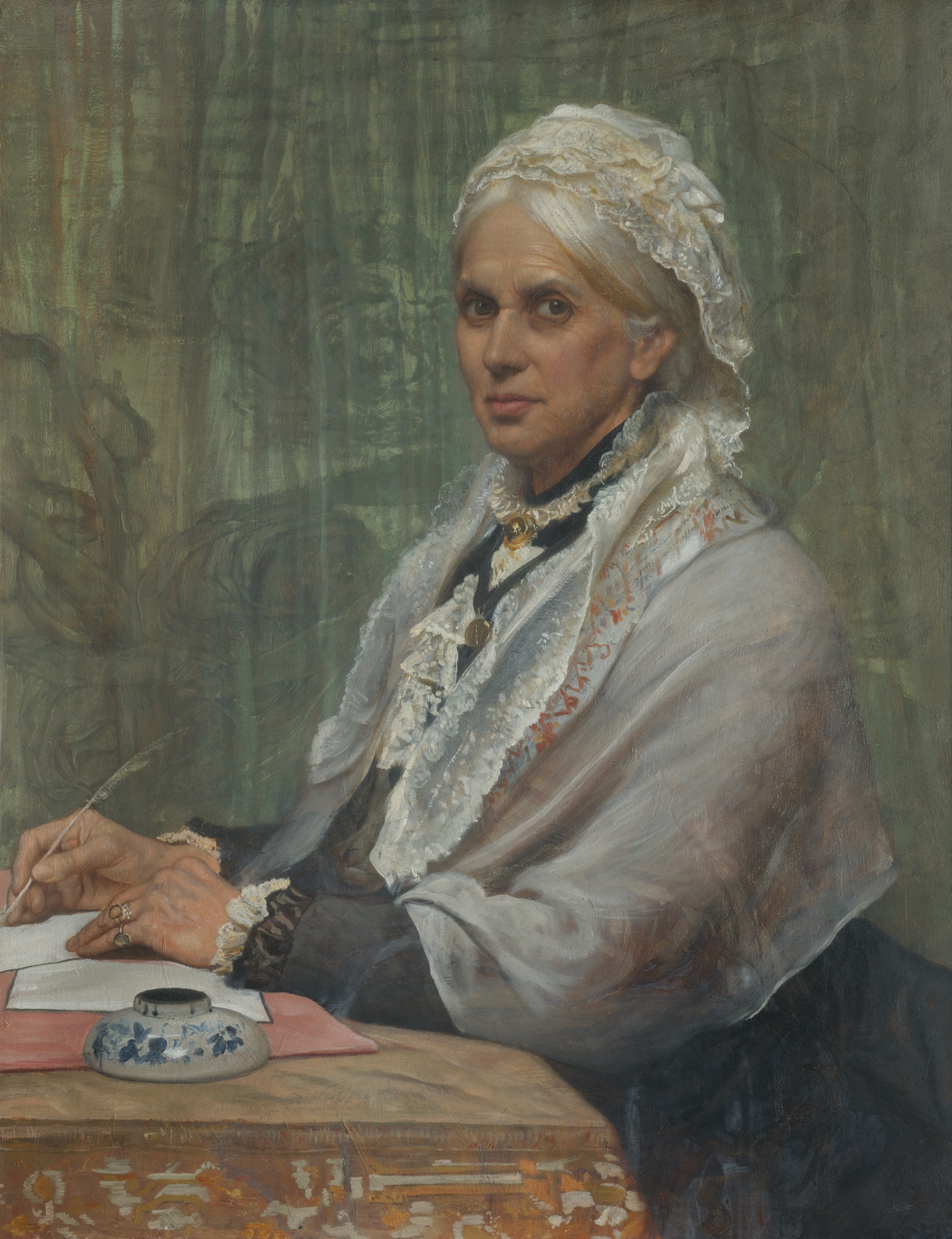
Ritratto di Anne Clough.